# Marek Kasprowicz
Marek Kasprowicz – polski biolog, dr hab. nauk biologicznych, adiunkt Instytutu Biologii Środowiska i prodziekan Wydziału Biologii Uniwersytetu im. Adama Mickiewicza w Poznaniu.

## Życiorys
20 maja 1994 obronił pracę doktorską pt. Zróżnicowanie roślinności pięter reglowych jako efekt naturalnych przekształceń i zmienności lasów oraz gospodarki leśnej w masywie Babiej Góry, 17 lutego 2012 habilitował się na podstawie oceny dorobku naukowego i pracy zatytułowanej Acydofilne dąbrowy Wielkopolski na tle Europy Środkowej.
Pełni funkcję adiunkta w Instytucie Biologii Środowiska i prodziekana na Wydziale Biologii Uniwersytetu im. Adama Mickiewicza w Poznaniu.